# Просторов Микола Миколайович
Микола Миколайович Просторов (нар. 18 грудня 1994, Херсон, Херсонська область, Україна) — український стрибун на батуті. Заслужений майстер спорту України.

## Біографія
Закінчив Херсонський державний університет.

## Спортивна кар'єра
Почав займатися стрибками на батуті у Херсоні в комунальному закладі «Херсонська школа вищої спортивної майстерності» Херсонської обласної ради, перший тренер — Оксана Нікітіна.

### 2016
На чемпіонаті Європи 2016 року в Вальядоліді, Іспанія, у синхронних стрибках в парі з Дмитром Бєдєвкіним з сумою 50,100 балів здобув срібну нагороду.

### 2017
На Всесвітніх іграх 2017 року у Вроцлаві, Польща, у синхронних стрибках з Дмитром Бєдєвкіним посів друге місце.

### 2018
На чемпіонаті Європи 2018 року в Баку, Азербайджан, у чоловічих командних змаганнях з сумою 171,380 балів разом з Антоном Давиденко, Дмитром Собакаром, Артемом Савченко виборов бронзову нагороду.

### 2019
На ІІ Європейських іграх 2019 у Мінську, Білорусь, в індивідуальних стрибках на батуті з сумою 58,400 балів завершив змагання на четвертій сходинці, а в синхронних стрибках в парі з Антоном Давиденко з сумою 51,350 балів здобув срібну нагороду.

## Державні нагороди
- Орден «За заслуги» II ст. (15 липня 2019) —За досягнення високих спортивних результатів ІІ Європейських іграх у м.Мінську (Республіка Білорусь), виявлені самовідданість та волю до перемоги, піднесення міжнародного авторитету України[6]